# 吉兰泰镇
吉兰泰镇是中华人民共和国内蒙古自治区阿拉善盟阿拉善左旗下辖的一个乡镇级行政单位。位于中华人民共和国内蒙古自治区阿拉善盟阿拉善左旗北部，是继巴彦浩特镇之后阿拉善左旗的第二大镇。吉兰泰镇全镇总人口约15000人，其中蒙古族约2900人，总面积为4617平方公里。吉兰泰镇始建于1970年12月。镇西有吉兰泰盐湖。吉兰泰为蒙古语「六十个」之意。

## 行政区划
吉兰泰镇下辖以下地区：
乌兰布和社区、乾源社区、育才社区、银湖社区、兰太社区、召素陶勒盖嘎查、哈图呼都格嘎查、图格里嘎查、巴彦乌拉嘎查、希勃图嘎查、苏里图嘎查村、巴特日布拉格嘎查、哈图陶勒盖嘎查、希尼呼都格嘎查、扎哈布鲁格嘎查、瑙干陶力嘎查、沙日布日都嘎查、瑙干勃日格嘎查、查哈尔沙拉嘎查、呼和陶勒盖嘎查、乌达木塔拉嘎查、敖日格呼嘎查、乌西日格嘎查村、布日格斯太嘎查村、呼和温都尔嘎查、查干温都日格嘎查、德日图嘎查、额然陶勒盖嘎查、巴彦洪格日嘎查和庆格勒图嘎查。

## 交通
距离巴彦浩特镇120公里，巴（巴彦浩特镇）吉（吉兰泰镇）公路联通吉兰泰镇与外部的交通。
距离乌海市120公里，距离乌海机场115公里，乌（乌海）吉（吉兰泰镇）铁路修建至该镇。
距离银川市200公里，距离银川河东机场220公里。